# Москальцовка
Москальцовка (укр. Москальцівка) — село,
Станичненский сельский совет,
Нововодолажский район,
Харьковская область, Украина.
Код КОАТУУ — 6324285009. Население по переписи 2001 года составляет 56 (23/33 м/ж) человек.

## Географическое положение
Село Москальцовка находится на расстоянии в 1 км от пересыхающей реки Иваны (левый берег),
выше по течению на расстоянии в 3 км расположено село Лихово.
К селу примыкает нежилое село Белицковка.
Рядом проходит автомобильная дорога Р-51.

## Экономика
- Птице-товарная ферма.